# 富山県立となみ東支援学校
富山県立となみ東支援学校（とやまけんりつ となみひがししえんがっこう）は、富山県砺波市にある県立の特別支援学校。富山県立となみ総合支援学校の分校である。

## 沿革
1962年4月に砺波市立般若小学校、砺波市立般若中学校の施設内特殊学級として『砺波学園』を設置したのが最初である（富山県立黒部学園に次いで2番目の設置）。5月10日には砺波学園の園舎が竣工している。1979年4月11日に富山県立高岡養護学校砺波学園分校となり、1982年4月に富山県立となみ養護学校砺波学園分校に移管、1983年1月12日には校舎が完成している。2010年4月1日、現在の校名に改名された。

## 設置学部
- 小学部
- 中学部

## 交通アクセス
JR城端線砺波駅より車で約15分

## 周辺
- 富山県立砺波学園